# Halina Maria Sieczkowska
Halina Maria Sieczkowska – doktor habilitowana w dziedzinie nauk rolniczych w dyscyplinie zootechnika. Profesor Uniwersytetu Przyrodniczo-Humanistycznego w Siedlcach.

## Życiorys
W 2006 roku uzyskała stopień doktora nauk rolniczych w dyscyplinie zootechnika na podstawie rozprawy naukowej zatytułowanej "Ocena przydatności importowanych świń ras duńskich w krajowej produkcji towarowej tuczników dla potrzeb przemysłu mięsnego”, której promotorem była prof. dr hab. Maria Koćwin–Podsiadła. W 2015 roku uzyskała stopień naukowy doktora habilitowanego nauk rolniczych w dyscyplinie zootechnika na podstawie dzieła pt. "Uwarunkowania genetyczne cech jakości mięsa wieprzowego i jego przydatności technologicznej".

## Działalność naukowa
Jej działalność naukowa koncentruje się wokół jakości surowca wieprzowego, jego oceny, uwarunkowań genetycznych (w tym na poziomie molekularnym) oraz możliwości jego doskonalenia pod kątem producenta, przetwórcy i konsumenta. Jest autorką publikacji naukowych z tego zakresu w czasopismach znajdujących się w bazach Web of Science i Scopus".

## Nagrody i odznaczenia
Odznaczona Medalem Srebrnym Za Długoletnią Służbę. W 2008 roku uzyskała III nagrodę w I edycji Konkursu na najlepszą pracę doktorską z zakresu nauk zootechnicznych organizowanego przez Zarząd Główny Polskiego Towarzystwa Zootechnicznego. 